# Charles Mendez
Charles Mendez (ur. 25 czerwca 1947 roku w Tampie) – amerykański kierowca wyścigowy.

## Kariera
Mendez rozpoczął karierę w międzynarodowych wyścigach samochodowych w 1976 roku od startów w klasie GTU IMSA Camel GT Challenge. Z dorobkiem siedemdziesięciu punktów uplasował się tam na piątej pozycji w klasyfikacji generalnej. W późniejszych latach Amerykanin pojawiał się także w stawce World Sportscar Championship, World Challenge for Endurance Drivers, World Championship for Drivers and Makes, 24-godzinnego wyścigu Le Mans oraz IMSA Camel GT Championship.